# Anton Weber (Geistlicher)
Georg Anton Weber, meist G. Anton Weber oder Anton Weber, (* 27. Juni 1846 in Hammelburg; † 1. März 1915 in Regensburg) war ein deutscher katholischer Geistlicher, Lehrer und Kunsthistoriker.

## Leben
Weber war der Sohn des Färbers Kaspar Weber. Er studierte von 1864 bis 1869 katholische Theologie, Philosophie und Philologie in Würzburg. Am 26. Mai 1869 wurde er zum Priester geweiht, im Oktober 1869 bestand er das philologische Staatsexamen. Von 1870 bis 1889 war er als Lehrer in Würzburg, Augsburg und Amberg tätig. 1884 erfolgte seine Promotion an der Universität Würzburg. Im Jahr 1889 wurde er Professor für Kirchengeschichte, christliche Archäologie und christliche Kunst am Lyzeum in Regensburg. 1902 erhielt er den Titel Geistlicher Rat.
Er unternahm zahlreiche Reisen in ganz Europa und Palästina. Dabei fand er das verloren geglaubte Gemälde Dürers „Der heilige Hieronymus“ im Museu Nacional de Arte Antiga in Lissabon wieder auf.
Weber war Inhaber des Verdienstordens vom Heiligen Michael 4. Klasse sowie Ritter des Ordens vom Heiligen Grabe.

## Veröffentlichungen
- Leben und Werke des Bildhauers Dill Riemenschneider (Programm der Königlichen Studienanstalt Würzburg). Würzburg 1884 (Dissertation, Digitalisat, Digitalisat).
  - Leben und Wirken des Bildhauers Dill Riemenschneider. 2., vielfach verbesserte und sehr vermehrte Auflage. Woerl, Würzburg 1888.
  - Til Riemenschneider. Sein Leben und Wirken. 3. sehr verbesserte und vermehrte Auflage. Habbel, Regensburg 1911.
- Die römischen Katakomben. Ein Vortrag. Habbel, Regensburg 1895.
  - Die römischen Katakomben. 2., sehr vermehrte Auflage. Pustet, Regensburg 1900.
  - Die römischen Katakomben. 3., vermehrte und verbesserte Auflage. Pustet, Regensburg 1906.
- Die Albertus-Kapelle in Regensburg. Habbel, Regensburg 1898
  - 2., verbesserte und vermehrte Auflage. Habbel, Regensburg 1908.
- Regensburgs Kunstgeschichte im Grundriß. Habbel, Regensburg 1899.
- Zur Streitfrage über Dürer's religiöses Bekenntniß. Kirchheim, Mainz 1899.
- Über die römischen Katakomben. Anhang in: Nikolaus Wiseman: Fabiola oder Die Kirche der Katakomben. Aus d. Engl. übers. von C. Habbel, Regensburg 1907, 3. Auflage 1916, 4. Auflage 1919, 5. Auflage 1922
- Vorträge Ansprachen. Habbel, Regensburg 1895; 2., vermehrte Auflage 1913.
- Führer durch Regensburg und Umgebung. Woerl, Würzburg 1897; Woerl, Leipzig 1901.
- Die vier heiligen Evangelien. Mit 350 Abb. nach älteren deutschen, französischen, italienischen und niederländischen Meisterwerken [nach der Übersetzung von J[osef] Fr[anz] Allioli. Anmerkungen und kunstgeschichtlicher Anhang von G. Anton Weber]. Habbel, Regensburg 1905, 2., vermehrte Auflage 1914
- Dürers schriftlicher Nachlass in Übersetzung und mit Erklärungen. Pustet, Regensburg 1912.
- Ida Gräfin Hahn-Hahn: Heiligenlegenden. Neu hrsg. von Georg Anton Weber. Habbel, Regensburg 1914.
- Religion. Predigt. Habbel, Regensburg 1914.